# Krisztián Rabb
Krisztián Rabb (født 10. november 2001) er en ungarsk fægter.
Krisztián Rabb var en del af det ungarske hold, der vandt sølv ved sommer-OL 2024 i Paris.